# 共同出版
共同出版（きょうどうしゅっぱん）
1. 協力出版。複数の出版社が合同で企画・出版を行なう出版形式。→参考：フォア文庫
2. かつて北海道札幌市を拠点に書誌を出版をしていた出版社。→auto one
3. 書籍の出版形式の一つで、おもに、セミプロ、アマチュアの書き手を対象とするもの。本記事で詳しく記述する。

書籍の出版形式の一つで、おもにセミプロ、アマチュアの書き手を対象とするもの。出版社側は、企画出版（出版にかかる費用の総てを出版社側が負担する形式）、自費出版（著者側が負担する形式）の中間に位置する物とし、著者と出版社が出版費用を分担すると喧伝している。出版社によっては「協力出版」と言うところもある。学術出版の分野では自費出版と並んで採用されている出版方式でもある。

## 共同出版の問題点
- 出版業界の事情に疎い素人を対象とするためか、出版社が見積もりで提示する費用が各社一律でない。

- このような商法について、ネット上では藤原新也[2]や有田芳生[3]により取り上げられ、週刊文春2006年11月30日号にも「朝日新聞がモテ囃す『詩人経営者』に憤る作家のタマゴたち」という記事が掲載されている。また、経営破綻の際の問題については、読売新聞のオンライン版でも取り上げられている[4]。また、自費出版・共同出版を謳う業者の不透明な契約に関しては、2000年以前にも起きていたことが記されている[5]。

- 2007年7月4日、元大学教授ら3人が、全国約800の書店で販売される等と勧誘されて新風舎と契約を結んだにもかかわらず、実際には一部の書店（原告のひとりの場合にはわずか3店）でしか販売されなかったとして、約800万円の賠償を請求する訴訟を東京地方裁判所に提起したと報じられた[6][7]。

## 2007年以降の共同出版
団塊の世代が定年を迎え、彼らによる「自分史」作りが盛んになると想定され、需要が増加するものとされた。またブログを本にしたい、戦争体験を記録に残したい、闘病記を残したい、等の要求の受け皿として期待される一方で、出版不況から著者に費用負担を求める出版社の思惑で、前述の問題が起きた。こうした問題が徐々に一般にも認識されるようになり共同出版という言葉は出版社で使用されなくなってきている。
また、契約の際には取次ぎを通して全国に流通させる事が売りとなっているが新刊委託配本での流通と注文のみでの流通の違いや新刊委託配本後の返本リスクの説明等が曖昧である場合もあり出版業界に疎い著者と出版社の間では著者に対し不公正な契約となる点等も問題とされている。著者側から見ると出版した自著の動向は委託した出版社からの情報からしか知る手段が無く仮に出版社が著者に対して虚偽の報告や説明をしていても著者は自著に対する情報を第三者から得ることができない為本の制作料に対して対価を払う流通サービスが付加されていない自費出版と比べ著者に発生するリスクが総じて高いと云われている。セールストーク等で“全国に配本”“本をずっと売り続けます”等があるが実際には500部～1000部程度の小部数では"全国に配本”という言葉で著者が抱くイメージ(大型書店等に配本され陳列される)と結果にギャップが発生する場合があり、トラブルへと発展する可能性を抱えている。又、本をずっと売り続けるというのも新刊委託配本後に返本されてから再出荷するか注文のみになるのか最初の契約時の段階で曖昧なケースもあり、このようなセールストークに対する根拠がない。著者からすると費用折半の出版契約であるならば、出版社が何に対して費用を出したのか、明確に著者に大して証拠書類等と一緒に提示できなければ、著者からすると出版社が本当にリスクを著者と分け合い仕事をしたのか、確認が出来ずトラブルへと
発展するケースが問題となっている。参考先記事→＜ http://www.kobeport.net/news/kyodo.html ＞
出版契約書の内容に関しても出版社側に有利に偏っているケースもある。
参考先記事→＜ https://nakusukai.exblog.jp/9729632/ ＞